# Віскениця-Гурна
Віскениця-Гурна (пол. Wiskienica Górna) — село в Польщі, у гміні Здуни Ловицького повіту Лодзинського воєводства.
Населення — 222 особи (2011).
У 1975-1998 роках село належало до Скерневицького воєводства.

## Демографія
Демографічна структура станом на 31 березня 2011 року:
|          | Загалом | Допрацездатний вік | Працездатний вік | Постпрацездатний вік |
| -------- | ------- | ------------------ | ---------------- | -------------------- |
| Чоловіки | 111     | 29                 | 68               | 14                   |
| Жінки    | 111     | 17                 | 60               | 34                   |
| Разом    | 222     | 46                 | 128              | 48                   |